# Galski imperij
Galski imperij (tudi Galsko cesarstvo, latinsko Imperivm Galliarvm) je moderno ime za državo, ki je na ozemlju rimske Galije, Španije in Britanije obstajala med letoma 260 in 274. 
Galski imperij so na višku moči sestavljale rimske province Galija, Rimska Britanija, Spodnja  in Gornja Germanija in nekaj časa Hispanija. Nastal je kot secesija od Rimskega imperija v času krize tretjega stoletja, ko so Sasanidi leta 260 ujeli cesarja Valerijana, njegov sin Galien pa se je soočil z upori v Panoniji in Podonavju ter vdori barbarov. Po sporu o plenu po zmagi nad Germani med cesarjevim sinom Saloninom in vojskovodjo Silvanom ter provincijskim namestnikom v Gornji Germaniji Postumom je slednji zavzel Colonio Agrippino, usmrtil Salonina ter se razglasil za cesarja. Kmalu so njegovo oblast priznali tudi v Galiji, Britaniji in Hispaniji.
Z uspešno obrambo meje pred barbari, podporo vojske in prebivalstva se je Postum utrdil, toda po sicer uspešnem spopadu z upornim vojaškim poveljnikom v Gornji Germaniji, Lelijanom, so ga vojaki usmrtili. Njegova naslednika, Viktorin in Tetrik sta bila precej manj uspešna v obrambi meje na Renu. Imperij je prenehal obstajati, ko se je zadnji vladar Tetrik po vdoru rimske vojske v Galijo med bitko na Katalaunskih poljanah leta 274 predal cesarju Avrelijanu.

## Ime
Država se v uradnih dokumentih, napisih in novcih nikoli ni imenovala Galski imperij. Ime je nastalo iz Evtropijeve fraze  »Galliarum accepit imperium«, ki pomeni  »(prevzel je) oblast v galskih provincah«.  Vse upravne strukture in njihovi nazivi so se zgledovale po rimskem modelu.